# Bahnhof Klasdorf Glashütte

Der Bahnhof Klasdorf Glashütte ist ein ehemaliger Bahnhof und heutiger Haltepunkt an der Bahnstrecke Berlin–Dresden im Gebiet des Ortsteils Klasdorf der Stadt Baruth/Mark im Landkreis Teltow-Fläming in Brandenburg. Das Empfangsgebäude und einige weitere zum Bahnhof gehörende Bauwerke stehen unter Denkmalschutz.

## Architektur und Geschichte

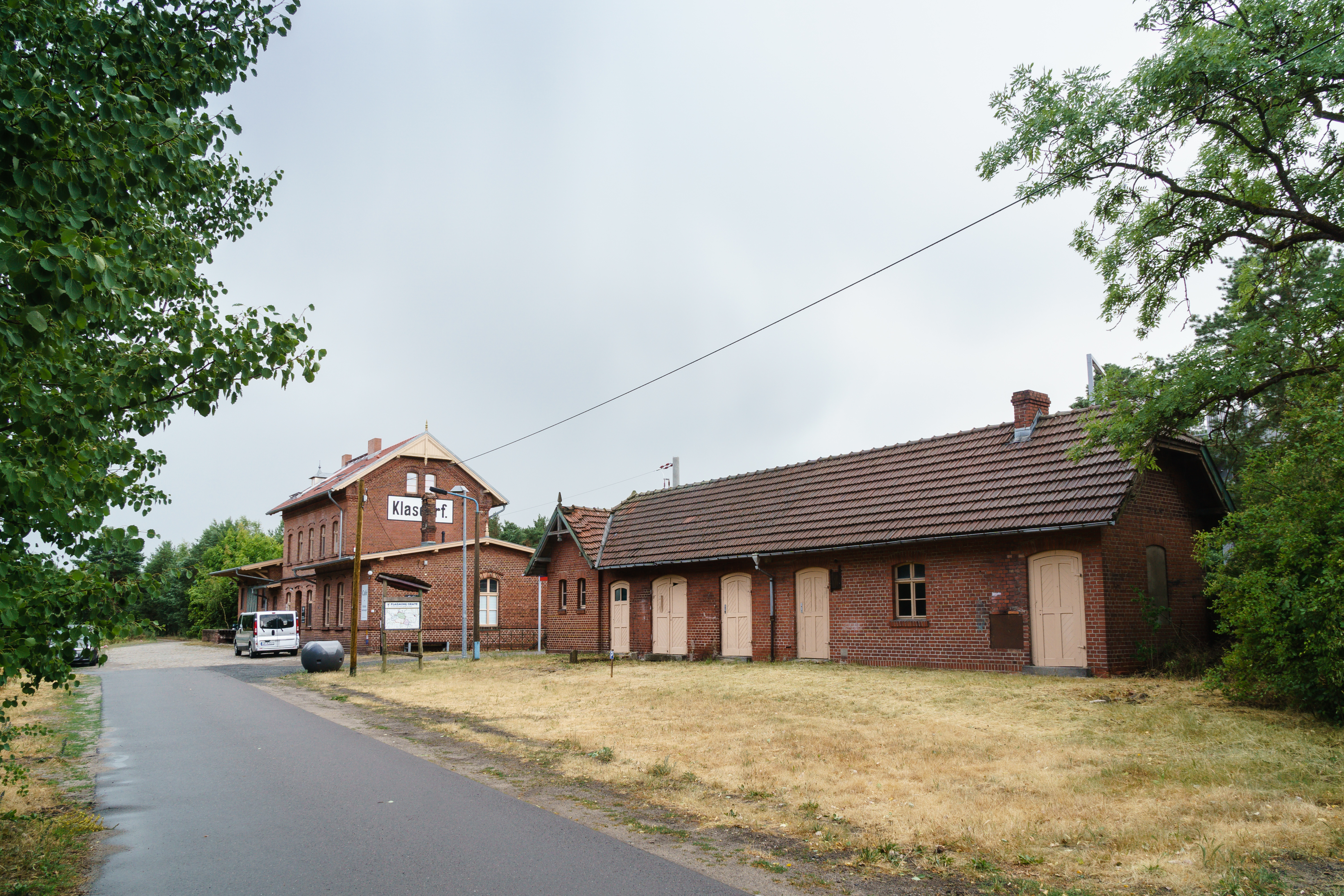
Straßenseite mit Güterschuppen, Empfangsgebäude, Toilettenhäuschen und Nebengebäude (von hinten nach vorne, 2018)

Die Gebäude des Bahnhofs Klasdorf wurden zwischen 1874 und 1875 im Zuge des Baus der Bahnstrecke von Berlin über Elsterwerda nach Dresden im Auftrag der Berlin-Dresdener Eisenbahn-Gesellschaft gebaut und am 17. Juni 1875 gleichzeitig mit der Aufnahme des Bahnverkehrs auf der Strecke eröffnet. Das Empfangsgebäude ist ein zweigeschossiger, fünfachsiger Bau aus Ziegelmauerwerk und einem Satteldach. In einem eingeschossigen Anbau ist das Stellwerk untergebracht und im Nordwesten ist eine eingeschossige Wartehalle angebaut. Das Gebäude hat stichbogige Fenster und Türen und ist in Traufhöhe mit Zahnfries gegliedert.
Unmittelbar südöstlich des Empfangsgebäudes steht ein eingeschossiger Güterschuppen, der über einen Zwischenbau mit dem Empfangsgebäude verbunden ist. Nordwestlich des Empfangsgebäudes steht etwas getrennt ein Nebengebäude. Dieses ist ein ebenfalls eingeschossiger Ziegelbau mit Krüppelwalmdach, an dessen Kopfende sich ein quer ausgerichteter Anbau mit Satteldach befindet. Die Öffnungen sind stichbogig und wurden teilweise vermauert.
Zwischen 2012 und 2014 wurde das Empfangsgebäude saniert. Der Umbau wurde durch den Europäischen Landwirtschaftsfonds für die Entwicklung des ländlichen Raumes gefördert. In dem ehemaligen Empfangsgebäude befindet sich seitdem ein Café, in dem regelmäßig Kulturveranstaltungen stattfinden.

## Infrastruktur
Der Haltepunkt Klasdorf Glashütte liegt am Streckenkilometer 56,110 der Bahnstrecke Berlin–Dresden, direkt an den an dieser Stelle auf einer Trasse verlaufenden Bundesstraßen 96 und 115. Das Ortszentrum von Klasdorf ist rund einen Kilometer entfernt, die Stadt Baruth/Mark liegt vier Kilometer nordwestlich und die Stadt Golßen sechseinhalb Kilometer südöstlich.
Die beiden Außenbahnsteige des Haltepunkts sind durch eine Fußgängerüberführung miteinander verbunden, die 2017 fertiggestellt wurde. Zuvor musste seit Schließung des Bahnübergangs in den 1990er Jahren eine etwa 300 Meter nördlich gelegene Straßenbrücke genutzt werden. Beide Bahnsteige haben eine Länge von 170 Metern und sind barrierefrei ausgebaut.

## Verkehr
Das Reisezugangebot beschränkte sich bis 2019 auf einige Züge zwischen Mittag und frühem Abend zu Ausflugszeiten. Seitdem wird die Station im Zweistundentakt bedient. Zunächst hielten dort die Züge der Regional-Express-Linie RE 5, seit Ende 2022 die der Linie RE 8.
Mit Wiederinbetriebnahme des Berliner Abschnittes der Dresdner Bahn soll die zweigeteilte Linie RE 8 vereinigt werden und die Züge über Berlin hinaus bis nach Wismar fahren. Dies ist aktuell zum Fahrplanwechsel 2026 geplant.
| Linie                    | Linienverlauf                                                                            | Linienverlauf                    | Takt (min) | EVU  |
| ------------------------ | ---------------------------------------------------------------------------------------- | -------------------------------- | ---------- | ---- |
| RE 8                     | Berlin Hbf – Berlin Südkreuz – Blankenfelde – Zossen – Klasdorf Glashütte – Luckau-Uckro | Doberlug-Kirchhain – Elsterwerda | 120        | ODEG |
| RE 8                     | Berlin Hbf – Berlin Südkreuz – Blankenfelde – Zossen – Klasdorf Glashütte – Luckau-Uckro | Finsterwalde (Niederlausitz)     | 120        | ODEG |
| Stand: 15. Dezember 2024 |                                                                                          |                                  |            |      |

Am Bahnhof halten zudem Busse zweier Linien der kreiseigenen Verkehrsbetriebe Verkehrsgesellschaft Teltow-Fläming.